# Álvaro Palacios Muro
Álvaro Palacios Muro (Alfaro, 9 de març de 1964) és un enòleg i productor de vi riojà.

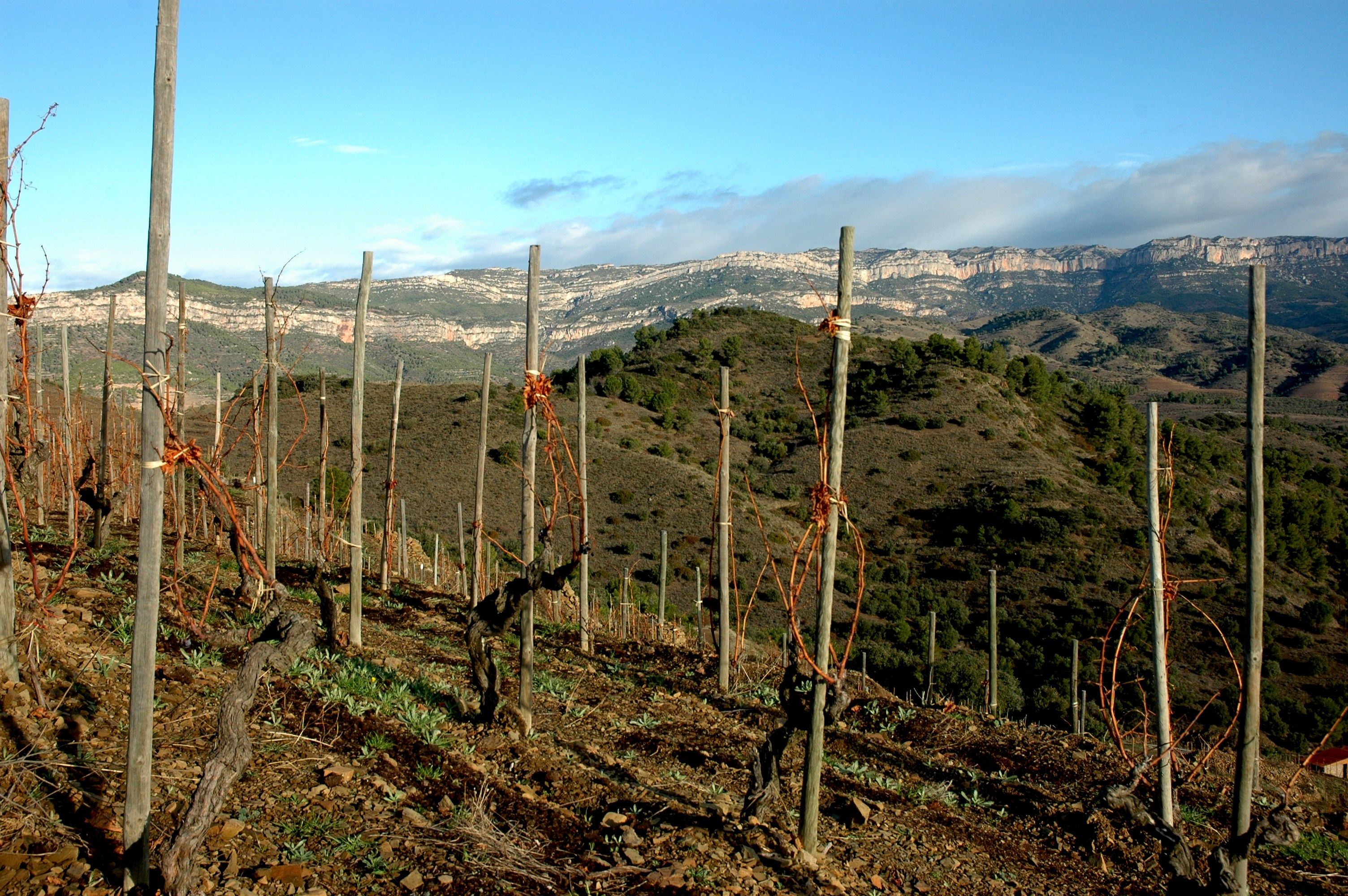
Ceps de la vinya de l'Ermita, tot pujant cap a l'Ermita de la Mare de Déu de la Consolació. Al fons la serra del Montsant

Fill de cellerers amb nou germans. Va estudiar enologia a Bordeus sota la tutela de Jean Pierre Moueix, del mític Château Pétrus, i els altres châteaux de Pomerol, com el Château Mouton Rothschild i el seu món. Va ser allà veient com feien uns dels vins més cars del mercat, quan es proposà de fer una cosa semblant a Espanya. Llavors va recórrer diverses regions vinícoles fins que va descobrir, de la mà de René Barbier, el Priorat.
Va decidir quedar-se al Priorat el 1989, i el 1992 va muntar el seu propi celler, Álvaro Palacios, S.L.. Va contactar llavors amb Joan Asens, el responsable de l'Escola d'Enologia, i coincidiren en la idea que amb la matèria primera de la zona podrien aconseguir vins cars, i situar-los entre els de la gamma d'alta cotització mundial. Al cap de pocs anys va aconseguir un resultat extraordinari: la seva marca L'Ermita és el vi més car d'Espanya. El ressorgiment enològic de la zona es deu en bona part a la seva obra, en ser un dels pioners en ressuscitar l'àrea històrica dels vins del Priorat, i aconseguir el reconeixement mundial amb els seus vins, L'Ermita, Finca Dofí i Les Terrasses.
Més endavant, amb el seu nebot Ricardo Pérez aterra a El Bierzo i repeteix la història. L'any 2000, Álvaro es fa càrrec del celler familiar de la Rioja, reduint producció i augmentant la qualitat, introduint el seu segell en els nous vins de Palacios Remondo.
El juny de 2009 protagonitzà el programa dedicat al Priorat de El paisatge favorit de Catalunya de TV3 i el juny de 2016 un capítol del programa Arrelats de la mateixa cadena.